# Statue des Decebalus

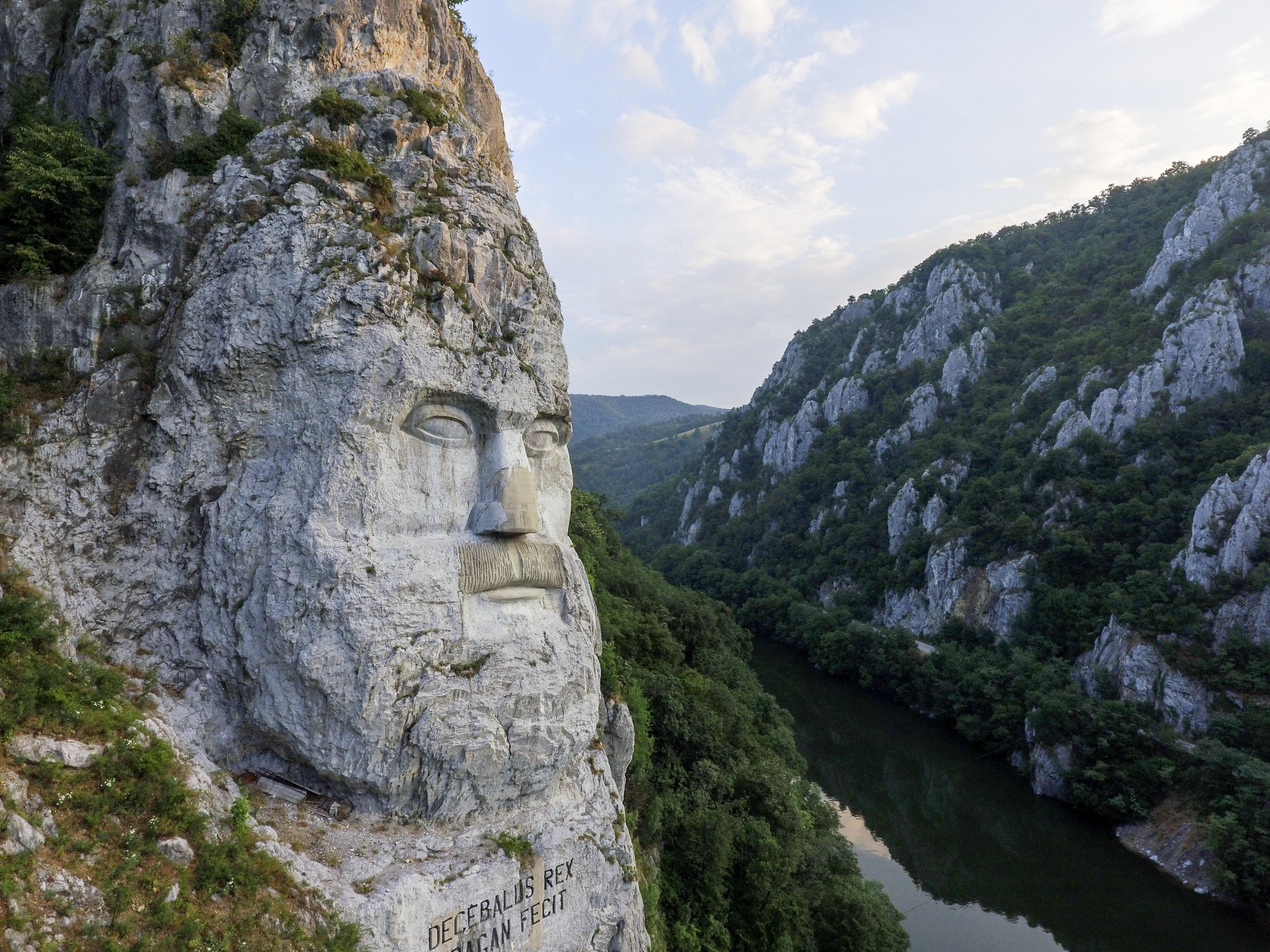
Monumentalskulptur Decebal Rex am Eisernen Tor in Rumänien

Die Statue des Dakerkönigs Decebalus ist eine 55 Meter hohe Statue und zugleich die höchste Felsskulptur in Europa. Sie befindet sich an einer Felsformation des Almăj-Gebirges am Donauufer bei der Ortschaft Dubova, südwestlich der Stadt Orșova (Rumänien), im Naturpark Eisernes Tor (rumänisch: Parcul Natural Porțile de Fier).

## Beschreibung
Die Idee stammt von dem rumänischen Geschäftsmann und Historiker Iosif Constantin Drăgan. Mit dem Projekt waren insgesamt zwölf Bildhauer beschäftigt, die Fertigstellung dauerte zehn Jahre (1994–2004) und am Ende kostete es über eine Million US-Dollar.
Östlich der Statue und somit auf der serbischen Uferseite befindet sich die Tabula Traiana (deutsch: Tafel des Traian), eine in den Fels des Eisernen Tors gemeißelte, dem römischen Kaiser Trajan gewidmete Inschrift.
Unter dem Gesicht von Decebal befindet sich die lateinische Inschrift „DECEBALUS REX - DRAGAN FECIT“ („König Decebal - Erbaut von Drăgan“).